# Challapura, Arsikere
Challapura là một làng thuộc tehsil Arsikere, huyện Hassan, bang Karnataka, Ấn Độ.